# Traverspine
De Traverspine (Engels: Traverspine River, Innu: Manatueu-shipiss) is een circa 90 km lange rivier op het schiereiland Labrador in de Canadese provincie Newfoundland en Labrador.

## Verloop
De bron van de rivier bevindt zich op 510 m boven zeeniveau in een laaggebergte in het zuiden van de regio Labrador. De Traverspine stroomt eerst 25 km in oostzuidoostelijke richting, waarna hij naar het noordoosten toe draait. Die richting houdt de rivier tot aan zijn monding aan.
Bij rivierkilometer 50 stroomt de rivier onderdoor de Trans-Labrador Highway (NL-510). Deze in 2009 aangelegde verbindingsweg is de enige weg die de rivier aandoet. 
Na in totaal zo'n 90 km mondt de Traverspine uit in de Churchill, een van de langste rivieren van Oost-Canada. De monding bevindt zich recht tegenover de aan de overkant van de Churchill gelegen gemeente Happy Valley-Goose Bay.

## Vissen
In de rivier leven de Atlantische zalm, de bronforel, de kwabaal en de Osmerus mordax.